# Roederiodes wirthi
Roederiodes wirthi är en tvåvingeart som beskrevs av Chillcott 1961. Roederiodes wirthi ingår i släktet Roederiodes och familjen dansflugor.
Artens utbredningsområde är New Mexico. Inga underarter finns listade i Catalogue of Life.